# Bromid křemičitý
Bromid křemičitý (neboli tetrabrom(o)silan) je chemická sloučenina křemíku a bromu s chemickým vzorcem SiBr4. Tato bezbarvá kapalina má dusivý zápach z důvodu tendence hydrolyzovat za vzniku bromovodíku.

## Porovnání s halogenidy křemíku
Základní vlastnosti halogenidů křemíku (všechny tvoří tetraedrické molekuly) jsou následující:
|                             | SiF4  | SiCl4 | SiBr4 | SiI4  |
| --------------------------- | ----- | ----- | ----- | ----- |
| teplota varu (°C)           | -90,3 | 56,8  | 155,0 | 290,0 |
| teplota tání (°C)           | -95,0 | -68,8 | 5,0   | 155,0 |
| délka vazby Si–X (Å)        | 1,55  | 2,02  | 2,20  | 2,43  |
| energie vazby Si–X (kJ/mol) | 582   | 391   | 310   | 234   |

Z tabulky vyplývá, že s rostoucím protonovým číslem halogenu roste teplota tání, teplota varu a délka vazby Si–X, naopak energie vazby se snižuje.

## Příprava
Bromid křemičitý se vyrábí reakcí křemíku s bromovodíkem při teplotě 600 °C:
| Si + 4 HBr → SiBr4 + 2 H2. | \| \| \| \| \| \| \| \| |  |
|                            |                         |  |
|                            |                         |  |

Vedlejší produkty obsahují dibromsilan (SiH2Br2) a tribromsilan (SiHBr3):
| Si + 2 HBr → SiH2Br2 | \| \| \| \| \| \| \| \| |  |
|                      |                         |  |
|                      |                         |  |

| Si + 3 HBr → SiHBr3 + H2. | \| \| \| \| \| \| \| \| |  |
|                           |                         |  |
|                           |                         |  |

## Reaktivita
Jako ostatní halogenidy křemíku, může být i SiBr4 převeden na hydridy, amidy a mnoho dalších organických sloučenin, vznikají produkty s následujícími funkčními skupinami: Si–H, Si–OR, Si–NR2, Si-R a Si-X.
Může být redukován na hydridy nebo komplexní hydridy:
| 4 R2AlH + SiBr4 → SiH4 + 4 R2AlBr. | \| \| \| \| \| \| \| \| |  |
|                                    |                         |  |
|                                    |                         |  |

Reakcí s alkoholy a aminy vznikají následující produkty:
| SiBr4 + 4 ROH → Si(OR)4 + 4 HBr | \| \| \| \| \| \| \| \| |  |
|                                 |                         |  |
|                                 |                         |  |

| SiBr4 + 8 HNR2 → Si(NR2)4 + 4 HNR2HBr. | \| \| \| \| \| \| \| \| |  |
|                                        |                         |  |
|                                        |                         |  |

Některá Grignardova činidla, konkrétně alkylhalogenidy kovů, jsou důležité, protože vytváří organokřemíkové sloučeniny, které mohou být převedeny na silikony:
| SiBr4 + n RMgX → RnSiBr4-n + n MgXBr. | \| \| \| \| \| \| \| \| |  |
|                                       |                         |  |
|                                       |                         |  |

## Použití
Z důvodu podobných vlastností, jako mají ostatní halogenidy křemíku, existuje jen málo použití specifických pro SiBr4. Má výhodu oproti chloridu křemičitému, jelikož jeho rozklad na křemík a halogen je rychlejší, ovšem SiCl4 se používá častěji, protože jej lze snáze získat ve vysoké čistotě.
Pyrolýza SiBr4 s amoniakem vytváří nitrid křemičitý, tvrdou sloučeninu používanou na výrobu keramiky, tmelů a výrobu mnoha řezacích nástrojů.